# Chalceus heterolepis
Chalceus heterolepis és una espècie de peix de la família dels caràcids i de l'ordre dels caraciformes.